# Carlos (football, 1984)
Pour les articles homonymes, voir Carlos, Carlos da Silva et Silva.
Carlos da Silva, dit Carlos (né le 22 janvier 1984), est un footballeur portugais. Il évolue au poste d'ailier droit.
Carlos a joué un total de 94 matchs en 1re division suisse et a inscrit 5 buts dans ce championnat.

## Statistiques
| Saison      | Club               | Pays   | Championnat       | Championnat | Championnat |
| Saison      | Club               | Pays   | Division          | Matchs      | Buts        |
| ----------- | ------------------ | ------ | ----------------- | ----------- | ----------- |
| 2003 - 2004 | Grasshopper Zurich | Suisse | Axpo Super League | 22          | 1           |
| 2004 - 2005 | Grasshopper Zurich | Suisse | Axpo Super League | 13          | 1           |
| 2005 - 2006 | FC Schaffhouse     | Suisse | Axpo Super League | 33          | 2           |
| 2006 - 2007 | FC Schaffhouse     | Suisse | Axpo Super League | 26          | 1           |
| 2007 - 2008 | FC Schaffhouse     | Suisse | Challenge League  | 33          | 5           |
| 2008 - 2009 | FC Lugano          | Suisse | Challenge League  | 29          | 10          |
| 2009 - 2010 | FC Lugano          | Suisse | Challenge League  | 28+2        | 16          |
| 2010 - 2011 | FC Lugano          | Suisse | Challenge League  | 19          | 1           |
| 2011-2012   | FC Lugano          | Suisse | Challenge League  | 27          | 5           |